# Monte Lurus
Monte Lurus (en indonesio: Gunung Lurus) es un complejo volcánico situado en la costa norte de Java Oriental, al sur del país asiático de Indonesia. El volcán ha producido leucita portador de rocas de composición andesítica y traquita. Alcanza una elevación de hasta 539 metros sobre el nivel del mar.